# Andreu Oller
Andreu Oller, né le 16 octobre 1929, à Sant Adrià de Besòs, en Espagne, est un ancien joueur espagnol de basket-ball. 

## Palmarès
- Finaliste des Jeux méditerranéens 1951
- Vainqueur des Jeux méditerranéens 1955